# Biškek
Biškek (kyrgyzsky Бишке́к; rusky Бишке́к), dříve Pišpek a Frunze, je hlavní a největší město Kyrgyzstánu. Biškek je také správním centrem Čujské oblasti. Oblast ho obklopuje, i když samotné město není její součástí, ale samostatnou jednotkou na úrovni kyrgyzstánské oblasti. Leží také blízko kazašské hranice. Na ploše 170 km2 bydlí přibližně 1,15 milionu obyvatel.
V roce 1825 založil Kokandský chanát pevnost „Pišpek“, která kontrolovala karavany na místní cestě a vybírala odměny od kyrgyzských kmenů. Dne 4. září 1860  ruské síly vedené plukovníkem Apollonem Zimmermannem se souhlasem Kyrgyzů pevnost zničily. V roce 1868 byla na místě pevnosti založena ruská osada pod jejím původním názvem „Pišpek“. Ležela v generálním guvernéru ruského Turkestánu a jeho Semirejské oblasti.
V roce 1925 byla v ruském Turkestánu založena Kara-Kirghizská autonomní oblast  a Pišpek povýšil na její  hlavní město. V roce 1926 Komunistická strana Sovětského svazu povýšila autonomní oblast na Kyrgyzskou autonomní republiku a přejmenovala město na Frunze, podle bolševického vojenského vůdce Michaila Frunzeho (1885–1925), který se zde narodil. V roce 1936 se město Frunze stalo hlavním městem Kyrgyzské sovětské socialistické republiky, během závěrečných fází národního vymezení v Sovětském svazu. Frunze se tak stalo hlavním městem jedné z tehdejších 11 svazových republik a tím i nástupnických států. V roce 1991 změnil kyrgyzský parlament název hlavního města na „Biškek“.
Biškek leží v nadmořské výšce asi 800 metrů, jen kousek od severního okraje pohoří Kyrgyzský Alatau, prodloužení pohoří Ťan-šan. Tyto hory se tyčí do výšky 4895 metrů. Severně od města leží úrodná a mírně zvlněná step, která zasahuje daleko na sever do sousedního Kazachstánu. Řeka Ču odvodňuje většinu oblasti. Biškek je regionální železnicí spojen s Turkestánsko-sibiřskou dráhou.
Biškek je město širokých bulvárů a veřejných budov s mramorovými fasádami v kombinaci s řadou bytových domů v sovětském stylu obklopujících vnitřní centrum. Existují také tisíce menších soukromě postavených domů, většinou mimo centrum města. Ulice vytváří mřížkový vzor, přičemž většina je na obou stranách lemována úzkými zavlažovacími kanály, které zalévají řadu stromů poskytujících stín v horkém létě.

## Historie
Nejstarší osídlení na místě dnešního Biškeku bylo spojeno s historií Hedvábné stezky, neboť se v této lokalitě spojovaly její dvě větve – východní větev a větev, která vedle přes pohoří Ťan-šan.
V okolí města vzniklo v letech 1925 až 1932 československé družstvo Interhelpo.

## Geografie

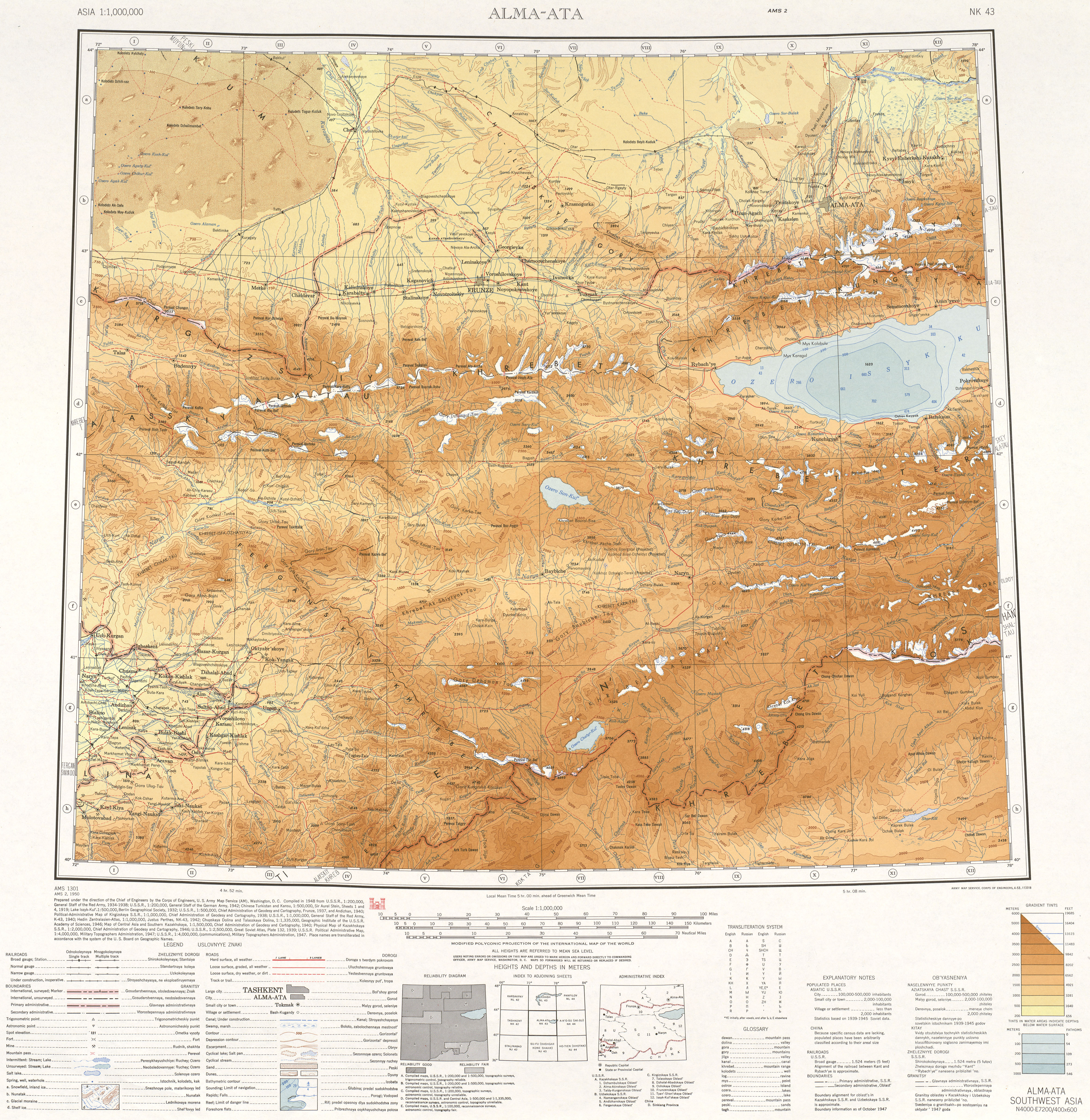
Mapa včetně Biškeku (označeného jako Frunze) (AMS, 1948)

### Orientace
Ačkoli je město relativně mladé, jeho okolí má několik zajímavých prehistorických míst. Existují také místa z období gandhárského umění, období nestoriánského vlivu, éry středoasijských chanátů a sovětského období.
Centrální část města je rozložena do obdélníkového rastru. Hlavní ulicí města je východozápadní Čujská třída (Čuj prospekti), pojmenovaná po hlavní řece regionu. V sovětské éře se nazývala Leninova třída. Vedle ní nebo v její blízkosti leží mnoho z nejdůležitějších vládních budov a univerzit. Patří mezi ně i komplex Akademie věd. Nejzápadnější část třídy je známá jako třída Teng Siao-pchinga.
Hlavní severojižní ulicí je ulice Jusupa Abdrachmanova, která se stále běžně označuje starým názvem Sovietska. Jeho severní a jižní část se nazývá ulice Jelebesova a Bajtyk Batyr. Podél ní se nachází několik velkých nákupních center a na severu umožňuje přístup na Dordoj bazar.
Bulvár Erkindik („Svoboda“) vede ze severu na jih, od hlavního nádraží (Biškek II) jižně od Čujské třídy k muzejní čtvrti a sochařskému parku severně od Chujské třídy a dále na sever směrem k ministerstvu zahraničních věcí. V minulosti se mu říkalo Dzeržinského bulvár, pojmenovaný po komunistickém revolucionáři Felixi Dzeržinským, a jeho severní pokračování se dodnes nazývá Dzeržinského ulice.
Důležitou východo-západní ulicí je Jibek Jolu („Hedvábná stezka“). Vede paralelně s Čujskou třídou asi 2 km severně od ní a je součástí hlavní silnice z východu na západa Čujské provincie. Východní i západní autobusové terminály se nacházejí podél Jibek Jolu.
Římskokatolický kostel se nachází na ul. Vasiljeva 197 (poblíž náměstí Bajat). Je to jediná katolická katedrála v Kyrgyzstánu.
Nedaleko centra Biškeku leží stadion Dolona Omurzakova, který je největším stadionem v Kyrgyzstánu.

### Centrum města
- Státní historické muzeum, které se nachází na Náměstí Ala-Too, hlavním náměstí města
- Státní muzeum užitého umění, obsahující ukázky tradičních kyrgyzských řemesel
- Muzeum Dům Frunzeho
- Socha Ivana Panfilova v parku poblíž Bílého domu.
- Jezdecká socha Michaila Frunzeho stojící ve velkém parku (Bulvár Erkindik) naproti vlakovému nádraží.
- Vlakové nádraží bylo postaveno v roce 1946 německými válečnými zajatci a od té doby přežilo bez další renovace nebo oprav; většina z těch, kdo ji postavili, zahynula a byla pohřbena v neoznačených hrobech poblíž stanice.
- Hlavní vládní budova, Bílý dům, je obrovský sedmipodlažní mramorový blok a bývalé sídlo komunistické strany Kyrgyzské sovětské socialistické republiky
- Na Náměstí Ala-Too je památník nezávislosti, kde lze sledovat střídání stráží.
- Bazar Oš, západně od centra města, je velké, malebné tržiště
- Koncertní hala Kyrgyzské národní filharmonie
- Katolický pseudogotický dvouvěžový kostel poblíž městského hřbitova
- Hotel Ala-Too (secesní)

### Vnější čtvrti
Bazar Dordoj, hned uvnitř obchvatu na severovýchodním okraji města, je významným maloobchodním a velkoobchodním trhem.

### Mimo město
Kyrgyzský hřbet (Kyrgyzský Alatau) ležící asi 40 km od města, poskytuje velkolepou kulisu městu; národní park Ala Archa je vzdálený jen 30 až 45 minut jízdy.

### Vzdálenosti
Biškek leží asi 300 km daleko od Oše, druhého města v zemi. Jeho nejbližším velkým městem je však kazachstánská Almaty, ležící 190 km na východ. Dále je to 470 km do Taškentu (Uzbekistán), 680 km do Dušanbe (Tádžikistán) a asi 1 000 km do Astany (Kazachstán), Urumči (Čína), Islámábádu (Pákistán) a Kábulu (Afghánistán).

### Podnebí
Biškek má vlhké kontinentální podnebí s výrazným vlivem podnebí středomořského (Köppenova klasicikace podnebí Dsa.), protože průměrná průměrná teplota v zimě je pod 0 °C. Průměrné srážky se pohybují kolem 440 milimetrů za rok. Denní průměrné nejvyšší teploty se pohybují od 3 °C  v lednu, po přibližně 31 °C v červenci.  V letních měsících dominují suchá období přerušovaná občasnou bouřkou, která produkuje silný nárazový vítr a vzácné písečné bouře. Hory na jihu poskytují přirozenou hranici a ochranu před většinou škodlivého počasí, stejně jako menší hřebeny pohoří, které vede od severozápadu k jihovýchodu. V zimních měsících dominují řídké sněhové bouře a časté silné mlhy. Někdy dochází k teplotním inverzím, během nichž může mlha trvat několik dní po sobě.
| Biškek – podnebí            | Biškek – podnebí | Biškek – podnebí | Biškek – podnebí | Biškek – podnebí | Biškek – podnebí | Biškek – podnebí | Biškek – podnebí | Biškek – podnebí | Biškek – podnebí | Biškek – podnebí | Biškek – podnebí | Biškek – podnebí | Biškek – podnebí |
| Období                      | leden            | únor             | březen           | duben            | květen           | červen           | červenec         | srpen            | září             | říjen            | listopad         | prosinec         | rok              |
| --------------------------- | ---------------- | ---------------- | ---------------- | ---------------- | ---------------- | ---------------- | ---------------- | ---------------- | ---------------- | ---------------- | ---------------- | ---------------- | ---------------- |
| Nejvyšší teplota [°C]       | 19,2             | 25,3             | 30,5             | 34,7             | 35,6             | 40,9             | 42,8             | 39,7             | 36,8             | 34,1             | 27,9             | 23,3             | 42,8             |
| Průměrné denní maximum [°C] | 3,2              | 4,9              | 11,2             | 18,5             | 23,6             | 29,0             | 31,7             | 30,9             | 25,5             | 17,8             | 11,0             | 5,0              | 17,7             |
| Průměrná teplota [°C]       | −2,6             | −0,8             | 5,3              | 12,3             | 17,4             | 22,4             | 24,9             | 23,8             | 18,5             | 11,0             | 4,7              | −0,9             | 11,3             |
| Průměrné denní minimum [°C] | −7,1             | −5,2             | 0,4              | 6,4              | 11,1             | 15,6             | 17,9             | 16,4             | 11,3             | 5,0              | −0,1             | −5,1             | 5,6              |
| Nejnižší teplota [°C]       | −31,9            | −34              | −21,8            | −12,3            | −5,5             | 2,4              | 7,4              | 5,1              | −2,8             | −11,2            | −32,2            | −29,1            | −34              |
| Průměrné srážky [mm]        | 26               | 35               | 55               | 67               | 61               | 34               | 21               | 13               | 19               | 45               | 42               | 35               | 453              |
| Zdroj: Pogoda.ru.net        |                  |                  |                  |                  |                  |                  |                  |                  |                  |                  |                  |                  |                  |

## Demografie
Biškek je nejlidnatější město v Kyrgyzstánu. Bydlí v něm, dle odhadu z roku 2019,  1 012 500 obyvatel. Od založení města do poloviny 90. let 20. století tvořili většinu obyvatel města etničtí Rusové a další národy evropského původu (Ukrajinci, Němci). Podle sčítání lidu z roku 1970 bylo etnických Kyrgyzů pouze 12,3 %, zatímco Evropané tvořili více než 80 % populace Frunze. Nyní je Biškek převážně kyrgyzským městem s přibližně 66 % obyvatel Kyrgyzany, zatímco evropské národy tvoří méně než 20 % populace. Navzdory této skutečnosti je ruština hlavním jazykem, zatímco kyrgyzština stále ztrácí půdu pod nohama, zejména u mladších generací.

## Ekologie a životní prostředí
Emise látek znečišťujících ovzduší v Biškeku dosáhly v roce 2010 14 400 tun Ze všech měst v Kyrgyzstánu je úroveň znečištění ovzduší v Biškeku nejvyšší a občas několikrát překročí maximální přípustné koncentrace, zejména v centru města. Například koncentrace formaldehydu občas překračují maximální přípustné limity čtyřnásobně.
Odpovědnost za monitorování kvality vnějšího ovzduší v Biškeku nese Kyrgyzská státní hydrometeorologická agentura. V Biškeku je sedm monitorovacích stanic kvality ovzduší, které měří hladiny oxidu siřičitého, oxidů dusíku, formaldehydu a amoniaku.

## Osobnosti
- Michail Frunze (1885–1925), sovětský politik, vojenský činitel a významná osobnost ruské občanské války
- Roza Otunbajevová (1950), kyrgyzská politička, prezidentka Kyrgyzstánu v letech 2010–2011
- Talant Dujšebajev (* 1968), bývalý španělský házenkář kyrgyzského původu

## Partnerská města
- Almaty, Kazachstán (1994)
- Ankara, Turecko (1992)
- Ašchabad, Turkmenistán (2018)
- Colorado Springs, Colorado, Spojené státy americké (1994)
- Dauhá, Katar (2014)
- Gumi, Jižní Korea (1991)
- İzmir, Turecko (1994)
- Kyjev, Ukrajina (1997)
- Lien-jun-kang, Čína (2015)
- Astana, Kazachstán (2011)
- Kazvín, Írán (2003)
- Samsun, Turecko
- Šen-čen, Čína (2016)
- Taškent, Uzbekistán
- Teherán, Írán (1994)
- Trabzon, Turecko (2014)
- Ufa, Rusko (2017)
- Urumči, Čína (1993)
- Wu-chan, Čína (2016)
- Jin-čchuan, Čína (2000)